# Piano a cuatro manos

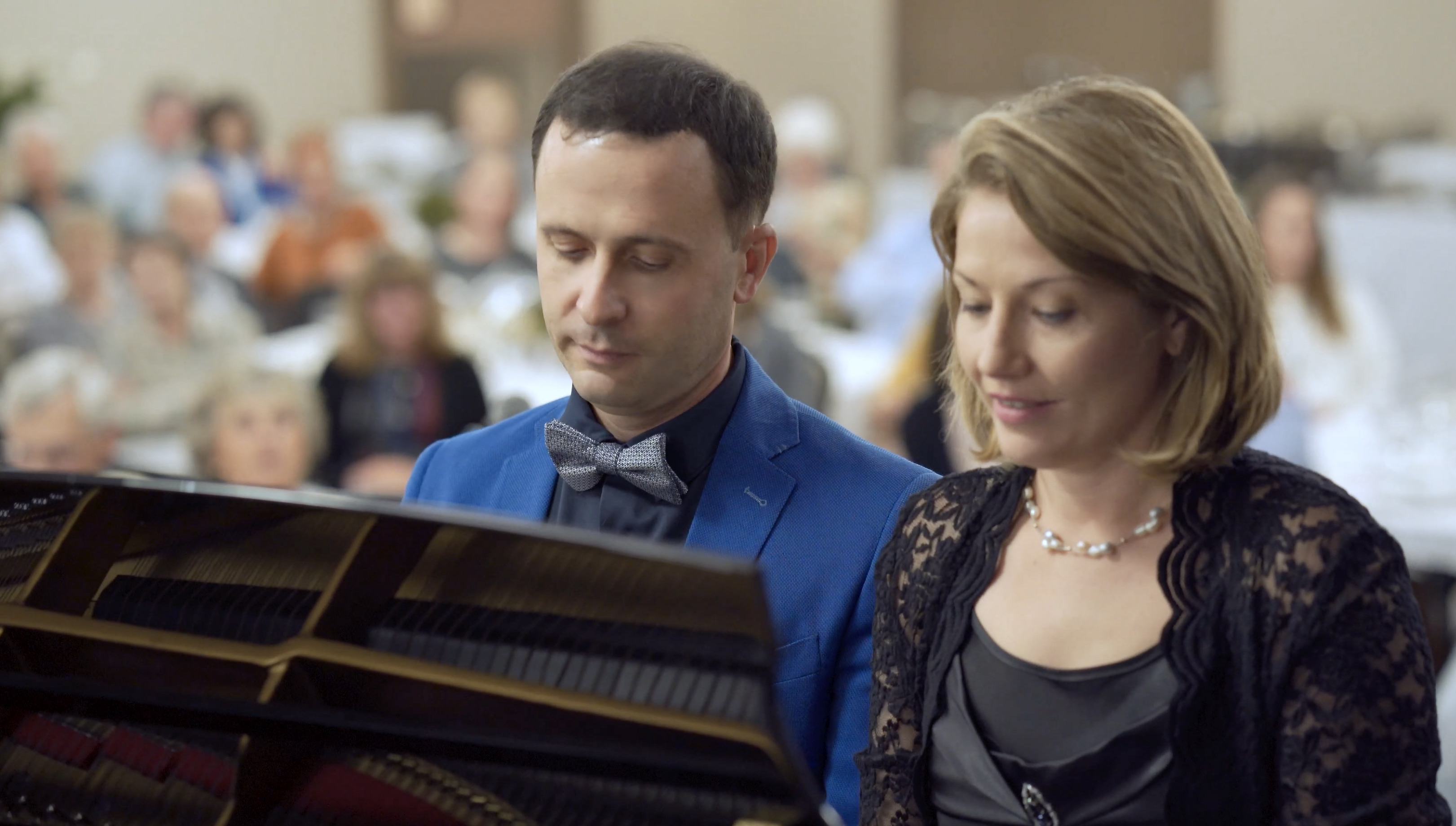
El Dúo de piano americano The Latsos

Piano a cuatro manos es una técnica de interpretación del piano en el que los dos intérpretes tocan en un mismo instrumento.  Si los intérpretes tocan instrumentos separados, es generalmente conocido como dúo de piano.
La música compuesta para piano a cuatro manos está normalmente impresa de modo que la parte para cada intérprete ocupe la página que esté frente a él. La parte superior, para el pianista sentando a la derecha y con la música en el lado derecho de la página, se llama primo, mientras que la parte inferior, para el pianista en el lado izquierdo, se llama secondo.

## Repertorio

### Arreglos
Las composiciones para piano a cuatro manos, por lo general, son arreglos de composiciones orquestales y vocales y de cuartetos y otros grupos para instrumentos de cuerda. De hecho, es muy habitual que cualquier composición de importancia para cualquier combinación de instrumentos se arregle y publique en esta forma, debido a su relativa facilidad de interpretación se utiliza para reproducir los efectos característicos de este tipo de obras con mayor facilidad y fidelidad que los arreglos para piano solo. Tales arreglos eran especialmente populares antes del desarrollo de la tecnología de grabación, cuando la mayor parte del tiempo no había otra manera de oír muchas de las obras más populares de música.

### Obras originales
Sin embargo, el aumento de poder y la variedad conseguido por dos intérpretes en vez de uno, ofrece un aliciente para que algunos compositores escriban música original de esta forma, aunque la producción no es muy fecunda.
La primera obra para piano a cuatro manos de la que se tiene constancia fue publicada en Dessau aproximadamente en 1782, bajo el título Drey Sonaten füre Clavier als Doppelstücke piel zwey Personen mit vier Handen von C. H. Müller. Aun así, anteriormente, Ernst Wilhelm Wolf, director musical en Weimar en 1761, había escrito una o más sonatas para dos intérpretes, que fueron publicadas tras su muerte. Fueron las primeras composiciones de su clase de las que se tiene constancia, a pesar de que la idea del uso de dos intérpretes (pero no en un único instrumento) pudo haberse originado con Johann Sebastian Bach, quien escribió tres conciertos para dos claves, tres para tres, y uno para cuatro, todo con acompañamiento de instrumentos de cuerda. Pero el corto registro del teclado, el cual en época de Bach y de hecho hasta aproximadamente 1770, nunca superó cinco octavas, era mal adaptado a la asociación de dos intérpretes en el mismo instrumento, y es indudablemente por ese motivo por el que los compositores más tempranos han dejado tan poca música de esta clase.
Haydn, Mozart y Beethoven parece que tuvieron poca inclinación por la composición para este sistema de interpretación. Según Fétis, Haydn escribió una pieza 'à quatre mains,' un divertimento, el cual nunca fue publicado (otras dos sonatas que se publicaron bajo su nombre, op. 81 y 86, son espurias). De los nueve dúos para piano de Mozart, el Adagio y Allegro en fa menor y la Fantasía en fa menor, fueron originalmente escritos para un órgano mecánico o reloj musical en una exposición de Viena, y fueron después arreglados para piano por una mano desconocida. Beethoven dejó una sonata, op. 6, tres marchas, op. 45, y dos conjuntos de variaciones, ninguna de los cuales son de gran importancia.
Entre los compositores más conocidos, Schubert fue el que hizo el uso más completo de efectos originales posibles en su música "à quatre mains." Sus composiciones incluyen la Sonata en do mayor para piano a cuatro manos, D 812, el Divertissement à la hongroise, D 818, y Fantasía en fa menor para piano a cuatro manos, D 940. Además de estas, Schubert escribió catorce marchas, seis polonesas, cuatro conjuntos de variaciones, tres rondós, una sonata, uno conjunto de danza y cuatro piezas separadas.
Entre los compositores románticos alemanes, las obras a cuatro manos de Robert Schumann y Brahms son las más destacadas. Mendelssohn escribió sólo una obra original de esta clase, a pesar de que él arregló algunas de sus obras orquestales y también su Octeto y las Variaciones en si bemol mayor para piano, op. 83, en esta forma. Además de escribir un número de piezas pequeñas para dos intérpretes, Schumann hizo un experimento muy novel y exitoso en su Spanische Liebeslieder (op. 138), los cuales constan de diez piezas para cuatro voces, que son canciones, dúos y un cuarteto, con piano de acompañamiento a cuatro manos. Una idea análoga fue más tarde llevada a cabo por Brahms, quien escribió dos conjuntos de valses para cuatro manos y cuatro voces (Liebeslieder Walzer, Op. 52, y Neue Liebeslieder, Op 65). Entre sus piezas instrumentales a cuatro manos, la más conocida es Dieciséis valses para piano a cuatro manos, Op 39. Una pieza muy conocida de un compositor impresionista francés es la suite Dolly de Fauré.

## Órgano a cuatro manos
La música de órgano para cuatro manos es muy rara, a pesar del experimento realizado por Adolf Friedrich Hesse, Christian Gottlob Höppner, y especialmente Julius André, quien escribió veinticuatro piezas para dos intérpretes al órgano; pero no tiene ningún efecto positivo asequible que pueda compensar su inconveniencia práctica.